# Kurowice (województwo mazowieckie)
Kurowice – wieś w Polsce położona w województwie mazowieckim, w powiecie sokołowskim, w gminie Sabnie. Ma status sołectwa.
We wsi dwór w stylu klasycystycznym z 1840 roku. W następnych latach rozbudowany. Murowany, parterowy, korpus główny z trzema ryzalitami, do których przylegają dobudówki. Ryzalit środkowy, piętrowy, zwieńczony trójkątnym szczytem. Na płd. zach. od dworu spichlerz murowany z 1 poł. XIX wieku. Wokół reszta parku z poł. XIX wieku, z okazami starych wiązów i jesionów. od pn. zach. granicą parku jest kanał, wykorzystujący przepływ pobliskiej Cetyni, rozszerzony w prostokątny staw.
W latach 1954–1959 wieś należała i była siedzibą władz gromady Kurowice, po jej zniesieniu w gromadzie Zembrów. W latach 1975–1998 miejscowość administracyjnie należała do województwa siedleckiego.
Mieszkańcy wyznania rzymskokatolickiego należą do parafii Najświętszego Zbawiciela w Zembrowie.